# Søren Frederiksen
Søren Frederiksen (ur. 27 stycznia 1972 we Frederikshavn) – duński piłkarz występujący na pozycji napastnika. Trener piłkarski.

## Kariera klubowa
Frederiksen karierę rozpoczynał w 1991 roku w drugoligowym zespole Viborg FF. W sezonie 1992/1993 wywalczył z nim awans do Superligaen, jednak odszedł wówczas do innego pierwszoligowca, Silkeborga. W sezonie 1993/1994 zdobył z nim mistrzostwo Danii, a także został królem strzelców Superligaen z 18 bramkami na koncie.
W 1995 roku Frederiksen wrócił do Viborga. Następnie w trakcie sezonu 1996/1997 przeniósł się do Aalborga. Część sezonu 1997/1998 spędził na wypożyczeniu w Viborgu, grającym w drugiej lidze. Następnie wrócił do Aalborga i w sezonie 1998/1999 zdobył z nim mistrzostwo Danii, a także dotarł do finału Pucharu Danii. Na początku 2001 roku wrócił do Viborga. W sezonie 2002/2003 z 18 golami wraz z Janem Kristiansenem ponownie został królem strzelców Superligaen. W 2006 roku zakończył karierę.

## Kariera reprezentacyjna
W reprezentacji Danii Frederiksen zadebiutował 9 marca 1994 w przegranym 0:1 towarzyskim meczu z Anglią. 10 października 1998 w przegranym 1:2 pojedynku eliminacji Mistrzostw Europy 2000 z Walią strzelił swojego jedynego gola w kadrze. W latach 1994–1999 w drużynie narodowej rozegrał 6 spotkań.